# 歌川州勢
歌川 州勢（生没年不詳）とは、明治時代の浮世絵師。

## 来歴
歌川芳州の門人。明治6年（1873年）建立の一勇斎歌川先生墓表に「芳州社中」として「州勢」の名が見られるが、その他の経歴や作については不明。なお『浮世絵師人名辞書』は名を「洲勢」としている。